# Seznam kulturních památek v obci Kuková
Toto je seznam kulturních památek v obci Kuková v okrese Svidník.
Seznam byl vytvořen na základě seznamu, který byl zveřejněn na webu Památkového úřadu Slovenské republiky (PÚSR).
V současnosti je na webu PÚSR dostupné vyhledávání podle jednotlivých obcí.
| Fotografie | Název (slovensky)    | Číslo rejstříku ÚSKP | Adresa/Souřadnice                                 | poznámky                                                                                                  |
| ---------- | -------------------- | -------------------- | ------------------------------------------------- | --- |
|            | Kostol               | 712-181/1            | KÚ Kuková 49°6′37″ s. š., 21°27′8″ v. d.          | Unifikovaný název PO: kostol Bližší určení; zaužívaný název: ev.a.v.                                      |
|            | Cintorín príkostolný | 712-181/2            | KÚ Kuková                                         | Unifikovaný název PO: cintorín príkostolný Bližší určení; zaužívaný název: zaniknutý príkostolný cintorín |
|            | Náhrobník I.         | 712-210/1            | KÚ Kuková                                         | Unifikovaný název PO: náhrobník i. Bližší určení; zaužívaný název: stĺp s vázou; Stĺp s vázou             |
|            | Náhrobník II.        | 712-210/2            | KÚ Kuková                                         | Unifikovaný název PO: náhrobník ii. Bližší určení; zaužívaný název: zlomený stĺp; Zlomený stĺp            |
|            | Kaštieľ              | 712-11349/1          | čp. 148 KÚ Kuková 49°6′36″ s. š., 21°27′16″ v. d. | Unifikovaný název PO: kaštieľ Bližší určení; zaužívaný název: Kaštieľ Bánovcov                            |
|            | Sýpka                | 712-11349/2          | čp. 148 KÚ Kuková 49°6′35″ s. š., 21°27′13″ v. d. | Unifikovaný název PO: sýpka Bližší určení; zaužívaný název:                                               |